# Василишин, Михаил Иванович (Герой Советского Союза)
Михаи́л Ива́нович Васили́шин (27 марта 1918 года — 21 июня 1994 года) — Герой Советского Союза, участник Великой Отечественной войны в должности командира расчёта ручного пулемёта 175-го гвардейского стрелкового полка 58-й гвардейской стрелковой дивизии 5-й гвардейской армии 1-го Украинского фронта, гвардии сержант.

## Биография
М. И. Василишин родился 27 марта 1918 года в селе Чёрный Поток (ныне Надворнянского района Ивано-Франковской области Украины) в крестьянской семье. По национальности украинец.
Окончил 2 класса школы. Работал в родном селе. Призван в ряды Советской Армии в августе 1944 года. На фронтах Великой Отечественной войны с сентября 1944 года.
23 января 1945 года командир расчёта ручного пулемёта 175-го гвардейского стрелкового полка 58-й гвардейской стрелковой дивизии 5-й гвардейской армии 1-го Украинского фронта гвардии ефрейтор Василишин М. И. одним из первых в полку преодолел реку Одер в районе населенного пункта Деберн (Добжень-Бельки, в пяти километрах северо-западнее города Ополе, Польша) и огнём пулемёта прикрывал переправу подразделений.
Указом Президиума Верховного Совета СССР от 27 июня 1945 года за образцовое выполнение боевых заданий командования на фронте борьбы с немецко-фашистским захватчиками и проявленные при этом мужество и героизм гвардии сержанту Михаилу Ивановичу Василишину присвоено звание Героя Советского Союза с вручением ордена Ленина и медали «Золотая Звезда».
По окончании Великой Отечественной войны гвардии сержант Василишин демобилизовался и вернулся в родное село. Умер 21 июня 1994 года.
В 175-м стрелковом полку служило два Василишиных, полных тёзки-земляка: сержант 1918 года рождения и рядовой 1910 года рождения. На время совершения подвига на Одере М. И. Василишин из села Спас Рожнятовского района Ивано-Франковской области имел звание «гвардии красноармеец», как указано в наградном листе, его же тёзка из села Чёрный Поток Надворнянского района Ивано-Франковской области тогда был ефрейтором, а уволился в запас сержантом. М. И. Василишин из Спаса служил в должности наводчика станкового пулемёта, что совпадает с записью в наградном листе, а М. И. Василишин из Чёрного Потока — командиром расчёта ручного пулемёта.

## Награды
- Медаль «Золотая Звезда» Героя Советского Союза (27.06.1945);
- орден Ленина (27.06.1945);
- орден Отечественной войны I степени (06.04.1985);
- медали.